# One Tree Hill Volume 1
One Tree Hill Volume 1, è il primo cd ricavato dalle varie colonne sonore della prima e seconda stagione della serie televisiva One Tree Hill.

## Tracce
1. I Don't Want To Be - Gavin DeGraw
2. Kill - Jimmy Eat World
3. Re-Offender - Travis
4. The Good Kind - The Wreckers (Michelle Branch and Jessica Harp)
5. Overdue - Get Up Kids
6. Funny Little Feeling - Rock-N-Roll Soldiers
7. Glad (Acoustic) - Tyler Hilton
8. Shoot Your Gun - 22-20s
9. Sidewalks - Story of the Year
10. When the Stars Go Blue - Tyler Hilton / Bethany Joy Lenz
11. Everybody's Changing - Keane
12. Mix-tape - Butch Walker
13. The First Cut Is the Deepest (Acoustic) - Sheryl Crow
14. Lie in the Sound - Trespassers William

## Contenuti speciali
- Video di Tyler Hilton mentre intervista il cast di One Tree Hill
- Video degli autori del telefilm mentre parlano della scelta della musica
- Video di Tyler Hilton con Bethany Joy Lenz mentre provano When The Stars Go Blue
- Wallpapers